# Back To Stage
《Back To Stage》는 박진영의 7번째 정규 음반이다. 음반 제작에는 박진영 본인과 프로듀서 권태은, 김태윤, 방시혁 등이 참여하였고, 피쳐링 게스트로는 가수 바비 킴과 윤미래, 선예, 힙합 그룹 다이나믹 듀오가 참여하였다.

## 방송 발표곡

### 니가 사는 그 집
니가 사는 그 집의 가사는 박진영의 상상에 의해 쓰여졌다. 차를 운전하던 주인공 10년 전에 너무나도 사랑하던 여인이 여인을 꼭 닮은 아이의 손을 잡고 횡단보도를 지나는 것을 보고 '가슴 아픈 미행'을 시작 한다는 것이다.
2007년 11월, 박진영은 홍보와 방송을 통해 “'니가 사는 그 집'은 2003년에 작곡해 앨범 제작 전까지 쭈욱 회사 금고에 보관해 두었던 곡이다”라며 곡에 대한 각별한 애정을 드러냈다. 한편 이 곡은 각종 음악 차트 10위권에 진입하여 나름대로 잘 알려진 곡이 되었다.

### Kiss
곡을 팔기 위해 미국에 건너 갔던 박진영은 미국 가수 캐시 Cassie 음반 제작에 참여하던 도중에 알게 된 미국 음악 프로듀서 Ryan Leslie와 비트 제작 작업에 착수하게 되는데, 두 프로듀서의 작업 결과물이 바로 'Kiss'이다. 레슬리와 박진영은 'NS4LIFE적'인 레슬리 특유의 사운드와 박진영적인 사운드를 접목시켜 음반에서 가장 균형 잡히고 날렵한 트랙을 만들어 냈다는 찬사를 받았다.
한편 'Kiss'의 뮤직 비디오는 SM 행위를 연상시키는 박진영과 댄서들의 분장과 무대 배경, 정자와 난자가 수정되는 장면과 여성의 옷을 벗기는 듯한 안무, 성적 환상에 대한 인간의 심리를 적나라하게 묘사한 장면 때문에 몇몇 언론에서 관심을 가질 수준의 선정성 논란에 휩싸인 바 있다. 이에 보수적인 취향을 가진 대중들이 큰 거부감을 일으켜 박진영의 '변태 고릴라', '섹스 박' 이미지는 거의 확실하게 굳혀졌다.

### 대낮에 한 이별
'대낮에 한 이별'은 원더걸스의 민선예가 피쳐링 게스트로 참여한 곡으로, 한국형 발라드 음악의 정석을 따른 곡이다. 한편 이 곡은 박진영이 출연한 방송에서 언급된 적조차 거의 없었고, 선정성 논란 등의 노이즈가 전혀 없었음에도 불구하고 Back To Stage 음반에서 가장 성공한 트랙이 되었다.

## 표절 논란
박진영이 작곡한 많은 곡들은 숱한 표절 의혹을 제기 받아 왔는데, Back To Stage 음반이 발매되기 이전인 2007년 11월 전까지는 단순한 멜로디 표절 의혹만 있었다. 그러나 음반 발매 이후 타이틀 곡으로 공개된 '니가 사는 그 집'에는 대한민국 가요 역사상 유례가 없던 가사 표절 의혹이 제기되었다.
'니가 사는 그 집'의 코러스 부분의 가사 "니가 사는 그 집, 그 집이 내 집이었어야 해… (중간 생략) 니가 차린 음식, 니가 낳은 그 아이까지도 모두 다 내 것이었어야 해"가 미국 가수 베이비페이스의 곡 What if의 브릿지 부분 가사 "Now that could be my car, that could be my house…"와 흡사하여 논란이 되었던 것이다.
이에 대해 박진영 측은 "두 곡의 가사가 흡사한 것은 단순한 우연의 일치일 뿐이다"라며 표절 의혹을 일체 부인하였다.

## 수록곡
전체 작사·작곡: J.Y. Park "The Asiansoul" (공동 작사·작곡자가 있는 경우는 별도 표기)
| #   | 제목                                               | 편곡                                   | 재생 시간 |
| --- | -------------------------------------------------- | -------------------------------------- | --------- |
| 1.  | 〈Kiss〉                                           | J.Y. Park "The Asiansoul", Ryan Leslie | 3:30      |
| 2.  | 〈니가 사는 그집〉                                 | J.Y. Park "The Asiansoul", 권태은      | 3:47      |
| 3.  | 〈니 여자〉                                        | Wonderkid                              | 3:09      |
| 4.  | 〈Delicious〉 (니 입술이)                          | Wonderkid, 방시혁                      | 3:34      |
| 5.  | 〈Single〉 (Feat. 바비 킴)                         | 권태은                                 | 3:43      |
| 6.  | 〈딴따라 블루스〉                                  | J.Y. Park "The Asiansoul", 권태은      | 3:35      |
| 7.  | 〈사실은〉                                         | 권태은                                 | 3:30      |
| 8.  | 〈나 돌아가〉                                      | 이승환 (The Story)                     | 4:15      |
| 9.  | 〈이런 여자가 좋아〉 (Feat. 다이나믹 듀오, 전제덕) | J.Y. Park "The Asiansoul", 권태은      | 4:36      |
| 10. | 〈위험한 장난〉                                    | 장준호                                 | 3:18      |
| 11. | 〈엇갈렸어〉 (Feat. 윤미래)                        | 권태은, 박경록                         | 4:01      |
| 12. | 〈대낮에 한 이별〉 (Feat. 선예)                    | 류영민                                 | 4:31      |

## 제작

### 연주자
- Sam Lee, 박주원 - 기타
- TST (김동하, 장효석, 이한진) - 혼 섹션
- 이승환, 길은경 - 피아노
- 신석철 - 드럼
- 최훈 - 베이스 기타

### 편곡
- 박진영, 권태은 - 프로그래밍, 보컬 편곡, 감독
- 김태윤, 방시혁, 박경록 - 프로그래밍
- 류영민 - 프로그래밍, 현악기 편곡

### 믹싱 · 마스터링
- 안유진 - 녹음 엔지니어, 보컬 믹스, 프로툴스
- 김명섭, 이진원 - 녹음 엔지니어
- 함은경 - 어시스턴트 녹음 엔지니어, 프로툴스
- John Frye, Brian Stanley, Chris Theis, Jim Caruana, 권태은, 임창덕, 박병준 - 믹싱
- Tom Coyne, 최효영 - 마스터링